# Campethera
A Campethera a madarak (Aves) osztályának harkályalakúak (Piciformes) rendjébe, ezen belül a harkályfélék (Picidae) családjába tartozó nem.

## Tudnivalók
A Campethera-fajok afrikai harkályfélék. Míg egyesek nagy területtel rendelkeznek, addig mások, csak egy kis helyen endemikusak. Néhányuk, csak nemrég nyerte el az önálló faji státuszát.

## Rendszerezés
A nembe az alábbi 12 faj tartozik:
- Campethera abingoni (Smith, 1836)[2]
- Campethera bennettii (Smith, 1836)[3]
- Campethera cailliautii (Malherbe, 1849)[4]
- Campethera caroli Malherbe, 1852[5]
- Campethera maculosa (Valenciennes, 1826)[6]
- Campethera mombassica (G. A. Fischer & Reichenow, 1884)[7]
- Campethera nivosa (Swainson, 1837)[8]
- Campethera notata (Lichtenstein, 1823)[9][10]
- Campethera nubica (Boddaert, 1783)[11]
- pettyes harkály (Campethera punctuligera) (Wagler, 1827)[12]
- Campethera scriptoricauda (Reichenow, 1896)[13]
- Campethera tullbergi (Sjöstedt, 1892)[14]